# جان چپمن
جان آلبرت چپمن (انگلیسی: John Albert Chapman؛ ۱۴ مارس ۱۸۸۲ – ۳۱ دسامبر ۱۹۴۸) بازیکن و مربی فوتبال اسکاتلندی بود. او دوران بازی خود را با باشگاه فوتبال رنجرز در سال ۱۹۰۴ آغاز کرد. یک سال بعد، او به آلبیون روورز رفت و در سال ۱۹۰۶ به باشگاه فوتبال دومبارتون پیوست که آن‌جا در ۹ بازی سه گل به ثمر رساند.